# Liste der Baudenkmäler in Kirchheim bei München

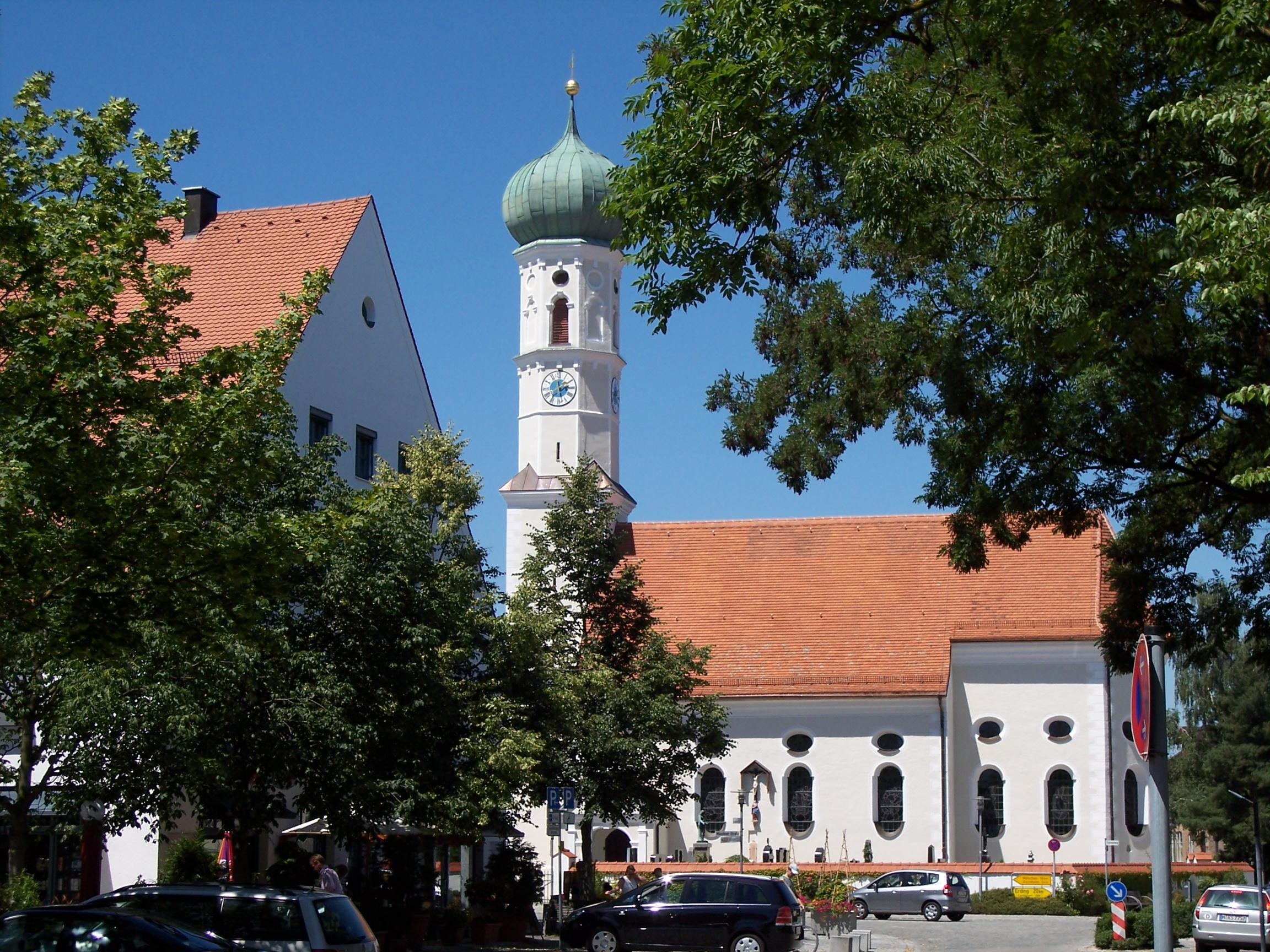
Ortszentrum von Kirchheim

Auf dieser Seite sind die Baudenkmäler in der oberbayerischen Gemeinde Kirchheim bei München zusammengestellt. Diese Tabelle ist eine Teilliste der Liste der Baudenkmäler in Bayern. Grundlage ist die Bayerische Denkmalliste, die auf Basis des Bayerischen Denkmalschutzgesetzes vom 1. Oktober 1973 erstmals erstellt wurde und seither durch das Bayerische Landesamt für Denkmalpflege geführt wird. Die folgenden Angaben ersetzen nicht die rechtsverbindliche Auskunft der Denkmalschutzbehörde.

## Baudenkmäler nach Ortsteilen

### Kirchheim bei München
| Lage                            | Objekt      | Beschreibung | Akten-Nr.    | Bild           |
| ------------------------------- | ----------- | --- | ------------ | -------------- |
| Ottostraße 15 und 17 (Standort) | Wegkreuz    | Wegkreuz mit Corpus und Muttergottes zu den Füßen, Gusseisen, 1906 | D-1-84-131-2 | Wegkreuz       |
| Münchner Straße 2 (Standort)    | St. Andreas | Katholische Pfarrkirche, barocker Saalbau mit stark eingezogenem Polygonalchor und Westturm mit Zwiebelhaube, 1675–81, Turmuntergeschoss spätgotisch; mit Ausstattung | D-1-84-131-1 | weitere Bilder |

### Heimstetten
| Lage                                              | Objekt             | Beschreibung | Akten-Nr.    | Bild           |
| ------------------------------------------------- | ------------------ | --- | ------------ | -------------- |
| Nähe Poinger Straße Ecke Bahnhofstraße (Standort) | Wegkreuz           | Wegkreuz mit Corpus und Muttergottes zu Füßen, Gusseisen, um 1900                                                            | D-1-84-131-3 | weitere Bilder |
| Hauptstraße 2 (Standort)                          | Kapelle St. Ulrich | Kleiner neugotischer Saalbau mit Dachreiter, 1894; mit Ausstattung                                                           | D-1-84-131-5 | weitere Bilder |
| Hauptstraße 7 (Standort)                          | Meilerhaus         | Wohnteil des ehemaligen Bauernhauses, sogenannt Beim Meiler, erdgeschossiger verputzter Satteldachbau, Mitte 19. Jahrhundert | D-1-84-131-4 | weitere Bilder |